# キャプテン (サッカー)

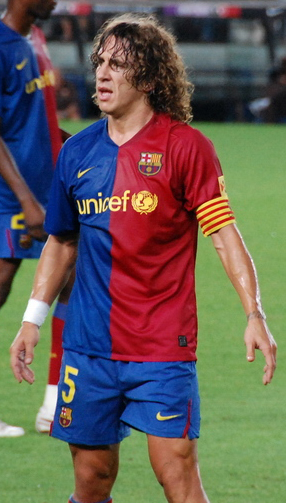
キャプテンの腕章をつけてプレーするカルレス・プジョル

サッカーチームのチームキャプテン（主将）は、チームのピッチ上でのリーダーに選ばれた選手である。スキッパー（英: skipper）としても知られている。

## 概要
チームキャプテンは、選手の中で年上あるいは経験豊富な選手や、メンタル面で突出している選手、あるいは試合に強い影響を与えることができる選手が務めることが多い。戦術レベルでは監督の指示をチーム全体に伝達する役割を担うことも多く、高い戦術理解度が求められることもある。また、チームを代表する存在であるがゆえに試合前の記者会見やインタビュー等のメディア露出も多く、プレー面だけではなくパーソナリティも重視される。
チームキャプテンは通常、腕章を身に付けることで判別できる。日本語では主将とも呼ばれる。

## 責務
競技規則によって定められたキャプテンの公式責務はキックオフ（エンドの選択）およびPK戦の前のコイントスに参加することである。また、キャプテンはレフェリーとのコミュニケーションにおいて重要な役割を持つ。重大な論争が予想される判定、およびその判定により乱闘に発展した場合には率先してレフェリーと対話し、判定へ不満を持つ選手を鎮める役割も担っている。